# 芒果象属
芒果象属（学名：Acryptorrhynchus）是象鼻虫科下的一个属。

## 下属物种
本属包括以下物种：
- Acryptorrhynchus frigidus Heller, 1937
- Acryptorrhynchus mangiferae Heller, 1937
- Acryptorrhynchus olivieri Heller, 1937